# Garrett Camp
Pour les articles homonymes, voir Camp.
Garrett Camp, né le 4 octobre 1978 à Calgary, est un entrepreneur canadien.
Il a participé à la création d'une série d'entreprises, notamment en fondant StumbleUpon et en co-fondant Uber (avec Travis Kalanick notamment).